# Andrej Poljšak
Andrej Poljšak (ur. 24 czerwca 1968) – słoweński piłkarz występujący na pozycji obrońcy.
W reprezentacji Słowenii zadebiutował 7 kwietnia 1993 w wygranym 2:0 meczu z Estonią. Łącznie w latach 1993–1998 Poljšak zagrał w 15 meczach kadry i strzelił jednego gola.